# Decoupe-Feh

Decoupe-Feh im Wappen von Anglure

Das Decoupe-Feh ist in der alten französischen Heraldik eine besondere Tingierung eines Wappenschildes. Diese als Ausschnitte (franz.: découpures) bezeichnete Streuung, sind kleine Bildausschnitte im Schild. Im Wappen der französischen Gemeinde Anglure und  Buzancy (Ardennes) besteht diese Tingierung (Decoupe-Feh) aus kleinen silbernen Schellen in Gold über kleine, rote nach oben geöffnete Winkel (einer liegenden roten Mondsichel ähnlichen Figur). Heraldiker vermuten den Ursprung in anfänglich verwendeten kostbaren Stoffe und der Schmetterlingsfeh.